# Богушиці (Ленчицький повіт)
Богушиці (пол. Boguszyce) — село в Польщі, у гміні Пйонтек Ленчицького повіту Лодзинського воєводства.
Населення — 194 особи (2011).
У 1975—1998 роках село належало до Плоцького воєводства.

## Демографія
Демографічна структура станом на 31 березня 2011 року:
|          | Загалом | Допрацездатний вік | Працездатний вік | Постпрацездатний вік |
| -------- | ------- | ------------------ | ---------------- | -------------------- |
| Чоловіки | 98      | 22                 | 64               | 12                   |
| Жінки    | 96      | 23                 | 51               | 22                   |
| Разом    | 194     | 45                 | 115              | 34                   |